# Marina (planta)
Marina es un género de fanerógamas perteneciente a la familia de las leguminosas (Fabaceae). Incluye 38 especies .  La mayoría de las especies son nativas de México y dos se extienden por California. Comprende 41 especies descritas y de estas, solo 40 aceptadas.

## Descripción
Hierbas monocárpicas, erectas, virguliformes, 0.5-1.5 m de alto, raíces anaranjadas, glabras pero completamente punteado-glandulares y aromáticas; tallo solitario, ramificado distalmente. Hojas imparipinnadas, las del tallo principal agrupadas, 3-8 cm de largo, mayormente caducas en la antesis, aquellas opuestas a los racimos mucho más cortas y simples; folíolos 16-44, opuestos, angostamente oblongos, 4-9.5 cm de largo, estipelas desarrolladas como glándulas; estípulas submembranosas, fimbrioladas. Inflorescencias panículas opuestas a las hojas, de racimos filiformes patentes, racimos con 2-9 flores laxas; cáliz campanulado, 3-4 mm de largo, tubo glanduloso entre las 10 costillas prominentes, 5 dientes ovado-lanceolados, herbáceos, casi tan largos como el tubo; estandarte 2.5-3.5 mm de largo, deltado, con margen morado y punta glandular, alas y quilla morado brillantes, caducas, más claras que el estandarte, sus uñas insertadas en la columna estaminal; estambres 10, monadelfos; óvulo solitario. Frutos nuciformes, obovoides, 2.5-3 mm de largo, indehiscentes, valvas abollado-glandulares.

## Taxonomía
El género fue descrito por Frederick Michael Liebmann y publicado en Videnskabelige Meddelelser fra Dansk Naturhistorisk Forening i Kjøbenhavn 1853(3–4): 103–104. 1854. La especie tipo es: Marina gracilis Liebm. 
Etimología
Este género debe su nombre a Dª Marina, intérprete azteca de Hernán Cortés, que conquistó México en 1521.

## Especies seleccionadas
- Marina alamosana
- Marina brevis
- Marina calycosa
- Marina capensis
- Marina catalinae
- Marina chrysorhiza
- Marina diffusa
- Marina nutans
- Marina orcuttii
- Marina parryi
- Marina peninsularis
- Marina victoriae